# جورج غرانت (قس)
جورج غرانت (بالإنجليزية: George Grant)‏ هو قس أمريكي، ولد في 1954 في هيوستن في الولايات المتحدة.